# 天主教霍伊馬教區
天主教霍伊馬教區（拉丁語：Dioecesis Hoimana）是烏干達一個羅馬天主教教區，屬姆巴拉拉總教區。
教區成立於1965年8月9日，包括西部區北部五區。2006年有教友685,000人（佔轄區總人口49.4%）、三十一個堂區、九十三名司鐸。目前教區主教席位處於出缺狀態。